# نیکلای مادویان
نیکلای مادویان (ارمنی: Նիկոլայ Մադոյան؛ زادهٔ ۱۱ ژوئن ۱۹۷۳) موسیقی‌دان و نوازنده ویولون اهل ارمنستان است. وی از سال میلادی تا کنون فعالیت می‌کند.

## زندگی‌نامه
در ۱۱ ژوئن ۱۹۷۳ در ایروان به دنیا آمد و از فارغ‌التحصیل شد. وی همچنین برندهٔ جوایزی همچون شده‌است.